# Casa Museo de Uzeyir Hajibeyov
La Casa Museo de Uzeyir Hajibeyov es el museo conmemorativo donde el compositor vivía en los años 1915 - 1942. La casa museo está bajo el control del Ministerio de Cultura de Azerbaiyán.

## Historia
El museo fue creado según la orden del líder nacional, Heydər Əliyev, en el año 1975. La inauguración del museo tuvo lugar el 20 de noviembre de 1975. 
El Artista del Pueblo de Azerbaiyán, Kazim Kazimzade y el arquitecto, Eduard Kruiki contribuyeron enormemente al diseño y preparación del museo.
La casa museo del compositor también se fundó en Şuşa en 1959. Pero, después de la ocupación de Şuşa  por los armenios el museo ha continuado su actividad en Bakú.
El 28 de febrero de 2005, en honor de 120.º aniversario de Uzeyir Hajibeyov, el presidente de Azerbaiyán, Ilham Aliyev firmó el acuerdo para renovación y restauración del museo.

## Exposición
El museo consta de cuatro habitaciones. La exposición del museo refleja la vida, la creatividad y la actividad pública del compositor.

## Directores del museo
1. Shikhiyev N. M (1972-1975)
2. Khalilov R. H (1975 – 1999)
3. Khalilova N. R (01. 1999 – 09. 1999)
4. Mirzezade S. I (1999 – 2005)
5. Farajov S. F (2005 -)